# Сиббер, Колли
Ко́лли Си́ббер (англ. Colley Cibber; 6 ноября 1671, Лондон — 11 декабря 1757, там же) — английский актёр и драматург, поэт-лауреат британского королевского двора (с 1730).

## Биография
В своей красочной «Апологии жизни Колли Сиббера» (англ. Apology for the Life of Colley Cibber, 1740) он описывает свою жизнь в личном, анекдотическом и даже хаотичном стиле. Он написал 25 пьес для своей актёрской компании на Друри-Лейн, половина из которых были адаптированы из различных источников, что привело Роберта Лоу и Александра Поупа, среди прочих, к тому, чтобы критиковать его «несчастное увечье» как «распятого Мольера и несчастного Шекспира». Он считал себя прежде всего актёром и имел большой успех в популярных комических «фопах», в то время как в амплуа трагического актёра он был настойчив, но гораздо более высмеиваемым.
Его единственный сын, достигший совершеннолетия, Теофил, был актёром в Друри-Лейн и доставил отцу неприятности из-за своей скандальной личной жизни. Другой его сын, переживший младенчество, Джеймс, умер в 1717 году, не дожив до совершеннолетия.
Дерзкий Сиббер, будучи как личность экстравертом, не уживался со многими его современниками, и его часто обвиняли в безвкусных театральных постановках, тенистых методах ведения бизнеса, а также социальном и политическом оппортунизме, который, как считалось, принёс ему звание лауреата в обход гораздо лучших поэтов. Протест этому назначению в литературных кругах был так велик, что и преемнику Сиббера Уильяму Уайтхеду пришлось услышать немало неприятных вещей в свой адрес только за то, что занял место поэта-лауреата. Последний даже стал издавать произведения под псевдонимами, которые публика и критики встречали весьма тепло, не зная, что их автор является их любимым объектом насмешек и обвинений в бездарности.
Он поднялся на вершину своей позорной славы, когда стал главным героем, главным Остолопом (the head Dunce), в сатирической поэме Поупа The Dunciad.
Поэтические произведения Сиббера были высмеяны в его время и были запомнены только за то, что были плохими. Его значение в истории британского театра опирается на то, что он был одним из первых в длинном ряду так называемых актёров-менеджеров, за интерес к двум его комедиям как источникам развития вкуса и идеологии начала XVIII века и за ценность его автобиографии как исторического источника.

## Публикации текстов
Мемуары
- Cibber C. A Critical Edition of An Apology for the Life of Mr. Colley Cibber, Comedian :  [англ.] / [edited and annotated by] John Maurice Evans. — New York; London : Garland, 1987. — xl, 14, 374 [i.e. 720] p. — (Satire & Sense : important texts, for the most part dramatic, from the Restoration and Eighteenth Century / edited by Stephen Orgel). — Original text of C. Cibber's An apology for the life of Mra Colley Cibber with corrections inserted from the second edition. — ISBN 0-8240-6013-X. — LCCN 87-8749. — OCLC 1148613178.